# Serromyia morio
Serromyia morio är en tvåvingeart som först beskrevs av Fabricius 1775.  Serromyia morio ingår i släktet Serromyia och familjen svidknott. Inga underarter finns listade i Catalogue of Life.